# فيليب زيليكو
فيليب زيليكو ديفيد (بالإنجليزية: Philip David Zelikow)‏ من مواليد 21 سبتمبر 1954 محام أمريكي، دبلوماسي، أكاديمي ومؤلف. عمل مديرا تنفيذيا للجنة هجمات 11 سبتمبر، مدير مركز ميلر للشؤون العامة في جامعة فيرجينيا، ومستشار وزارة الخارجية الأمريكية. أستاذ في مركز ميلر التابعة لجامعة فيرجينيا، وكان زميل اخوية مركز أكسل شبرنغر، في خريف عام 2009.

## التعليم
نال زيليكو درجة البكالوريوس في التاريخ والعلوم السياسية من جامعة ريدلاندز، ودكتوراه في القانون من مركز القانون بجامعة هيوستن (حيث كان محررا لمجلة القانون)، وماجستير في القانون والدبلوماسية والدكتوراه في العلاقات الدولية من كلية فلتشر للقانون والدبلوماسية في جامعة تافتس.

## المشوار

### المناصب الحكومية والأكاديمية
بعد مزاولة مهنة المحاماة في العام 1980 في وقت مبكر، تحول زيليكو نحو مجال الأمن القومي. وكان أستاذ مساعد في شؤون الأمن القومي في كلية الدراسات العليا البحرية في مونتيري بولاية كاليفورنيا بين العامي 1984-1985.
في سنة 1989، وخلال فترة حكم جورج بوش الأب، سُمي زوليكيو للانضمام إلى مجلس الأمن القومي، حيث كان مكلف باعتباره أحد كبار موظفي البيت الابيض بالدبلوماسية المتعلقة باعادة توحيد ألمانيا والاتفاقيات الديبلوماسية التي تلت نهاية الحرب الباردة في أوروبا، كما قدم العون للرئيس بوش ومشتسار الأمن القومي برنت سكوكروفت ووزير الخارجية جيمس بيكر في ملفات ديبلوماسية تتعلق بالتوحيد (الاندماج يعني الوحدة الألمانية)، وفي سنة 1995 شارك مع كوندرليزا رايس في تأليف كتاب ألمانيا توحدت وأروبا تحولت: دراسة في فن الحكم، وهي دراسو اكاديمية في سياسات الوحدوية.
في عام 1991، غادر مجلس الأمن القومي ملتحقا بجامعة هارفارد. من 1991 إلى 1998 كان أستاذ السياسة العامة والمدير المشارك لبرنامج المخابرات والسياسة في جامعة هارفارد، في كلية كينيدي للإدارة الحكومية في جامعة هارفارد.

## متفرقات
زيليكو عضو في الفريق الاستشاري لبرنامج التنمية العالمية، ومؤسسة غيتس

## أعمال مكتوبة أو شارك في كتابتها
شارك زيليكو في تأليف العديد من الكتب. كتب كتابا مع المؤرخ إرنست مايو بعنوان أشرطة كينيدي، وآخر مع جوزيف ناي وديفيد كريغ كينغ بعنوان لماذا الناس لا يثقون الحكومة. ووكتب بالمشاركة مع كتاب آخرين هم:
- فيليب زيليكو مع كوندوليزا رايس، كتاب بعنوان «ألمانيا توحدت وأوروبا تحولت: دراسة في فن الحكم» مطبعة جامعة هارفارد، 1995، غلاف مكتبي مقوى.520 صفحة، ISBN 0-674-35324-2. غلاف تجاري عادي، 1997، 520 صفحة، ISBN 0-674-35325-0
- فيليب زيليكو مع غراهام أليسون. «جوهر القرار: شرح أزمة الصواريخ الكوبية» مطبعة لونجمان، 1999. 440 صفحة، ISBN 0-321-01349-2
- فيليب زيليكو مع إرنست مايو، كتاب بعنوان أشرطة كينيدي: داخل البيت الأبيض خلال جامعة كوبي صاروخ أزمة هارفارد الصحافة، 1997، 728 صفحة، ISBN 0-674-17926-9
- فيليب زيليكو، كتاب بعنوان الاستراتيجية العسكرية الأمريكية: المذكرات إلى (سلسلة سياسة أسبن) الرئيس دابليو دابليو نورتون آند كومباني، 2001، 206 صفحة، ISBN 0-393-97711-0

## روابط خارجية
- فيليب زيليكو على موقع IMDb (الإنجليزية)
- فيليب زيليكو على موقع إن إن دي بي (الإنجليزية)